# Strokovna recenzija
Strokovna recenzija (ang. peer review) je metoda kvalitativnega ekspertnega ocenjevanja. Gre za oceno novega strokovnega ali znanstvenega dela, ki jo podajo strokovnjaki s strokovnega področja, ki je predmet recenzije. V znanosti naj bi predstavljala zagotovilo za kakovost in verodostojnost raziskovalnih del, knjig, študij in projektov.
Prevladujoči obliki ekspertnega ocenjevanja sta strokovna recenzija člankov za znanstvene revije in ocena znanstvenih projektov. Pri recenziji člankov uredniški odbor najprej presoja skladnost članka z vsebinskim konceptom revije, nato sledi ocena (metodološke) kvalitete dela, ki jo izvedejo recenzenti, ki lahko presojajo članek tudi po vsebinski plati. Pri ocenjevanju prijav za raziskovalno dejavnost ocenjujejo pričakovani doprinos k napredku stroke ali presojajo stopnjo usposobljenosti raziskovalne skupine. Uspešna recenzija pomeni odobritev raziskovalnih sredstev.

## Zgodovina
Potreba po nadzorovanju vsebine publikacij se je pojavila z izumom tiska. Od začetka izhajanja prve angleške znanstvene revije Philosophical Transactions leta 1665 je o ustreznosti člankov za objavo odločal urednik. Leta 1731 pa je Kraljeva družba iz Edinburga uvedla pregledovanje člankov s strani skupine usposobljenih znanstvenikov, ki so svoje strokovno mnenje podajali uredniku. Leta 1752 je ta način recenziranja prevzela tudi londonska Kraljeva družba. Uredniški odbori so občasno sodelovali s člani strokovnih komisij. Z vse bolj specializiranimi temami, ki so jih pokrivali znanstveni članki, se je povečala potreba uredništev po sodelovanju z zunanjimi sodelavci.
Konec 20. stoletja se je pojavil dvom o učinkovitosti tega strokovnega recenziranja.

## Postopek
Uredniki najprej ocenijo vsebinsko primernost, izvirnost (odsotnost plagiatorstva) in v nekaterih strokah (medicina, psihologija ipd.) tudi etično sprejemljivost predloženih člankov. Sledi izbor dveh ali treh recenzentov, ki članek ločeno pregledajo tako s strukturnega vidika (ustreznost oblike, citiranje itd.) kot z metodološkega vidika (ustreznost analiz in interpretacije). Recenzenti urednikom lahko predlagajo zavrnitev neustreznega prispevka, podajo predloge za njegovo izboljšanje, ustrezne članke pa predlagajo za sprejem. Namen strokovne recenzije ni zgolj preverjanje ustreznosti, temveč avtorjem nudijo povratno informacijo. Končno odločitev o objavi prispevka sprejmejo uredniki, pri čemer največkrat upoštevajo mnenje recenzentov. V primeru, da se predlogi recenzentov ne ujemajo, lahko urednik pridobi mnenje dodatnega recenzenta.
Postopek ocenjevanja prijav za dodelitev sredstev raziskovalnim dejavnostim je podoben recenziji člankov, samo da urednike nadomeščajo komisije. V prvi fazi prijave na razpis po formalnih kriterijih selekcionira recenzentska ekipa ustanove, ki je objavila razpis in ki nepravilne ali nepopolne prijave zavrne oziroma prijavitelje pozove k dopolnilom. Nato angažira zunanje strokovne ocenjevalce, presodi njihove recenzije in pojasnila prijaviteljev ter se odloči o prijavi. Pozitivno ocenjene prijave sprejme v financiranje.

## Vrste recenzij
Glede na stopnjo anonimnosti v odnosu med recenzentom in avtorjem ločujemo tri vrste strokovnega recenziranja:
- Pri enojni slepi recenziji avtor ne ve, kdo je recenzent, identiteta avtorja pa je recenzentu znana. Prednost tovrstne recenzije je neobremenjenost recenzenta, njena glavna pomanjkljivost pa morebitna recenzentova pristranskost zaradi poznavanja avtorja.
- Dvojna slepa recenzija predpostavlja anonimnost tako avtorja kot recenzenta. Njena prednost je odpravljanje recenzentove pristranskosti do avtorja, kot njeno pomanjkljivost pa navajajo možnost, da recenzenti ugotovijo avtorstvo iz slogovnih značilnosti pisanja, področja raziskave ali iz nabora citatov.
- Odprta recenzija je postopek, pri katerem so identitete vpletenih znane. Tovrstni postopek naj bi preprečil podajanje zlonamernih komentarjev. Glavna pomanjkljivost postopka je morebitna neodkritost recenzenta, ki se zaradi spoštovanja do vplivnih avtorjev vzdrži strožje presoje ali pa se jim celo dobrika.[5]

## Kritika

### Pristranskost
Pristranost recenzentov je lahko prisotna kljub težnji k objektivnim merilom ocenjevanja. Na izide recenzentskega postopka lahko namreč vplivajo osebni interes, skupinska pripadnost in tekmovalnost: recenzent npr. pozitivno oceni prispevek, če se strinja z avtorjevimi pogledi, ali ga zavrne zaradi nestrinjanja z njimi.

### Odkrivanje prevar in plagiatorstva
Po podatkih Elsevierjeve raziskave iz leta 2009 se znanstveniki strinjajo, da bi recenzentski postopek moral nuditi nadzor nad prevarami v znanosti, vendar niso prepričani, da je dejansko učinkovit. Za učinkovito odkrivanje prevar bi po njihovem mnenju recenzenti potrebovali dostop do surovih podatkov in raziskavo ponoviti, kar pa bi pomenilo podaljšanje procesa in bi vodilo v izogibanje recenziranja. Alternativna rešitev bi bilo podpisovanje izjav o izvirnem avtorstvu.